# Henny Krause
Henny Christa Julie Krause, geb. Aaquist (* 28. Juli 1905 in Viborg; † 12. Juli 1980 in Frederiksberg) war eine dänische Schauspielerin.

## Leben
Henny Krause wuchs in Viborg auf und war die Tochter des Schauspielers Bertel Krause (1880–1924). Krause gab ihr Debüt als Schauspielerin im September 1928 am Königlichen Theater Kopenhagen, woraufhin sie an zahlreichen Theatern in Dänemark tätig war. Daneben wirkte Krause auch in einigen Spielfilmen mit.
Von 1927 bis 1935 war Henny Krause in erster Ehe mit dem Schauspieler Gunnar Lauring verheiratet. Ihr aus dieser Ehe stammender Sohn Bertel Lauring war ebenfalls als Schauspieler tätig. In zweiter Ehe war sie von 1942 bis zu ihrem Tod mit dem Schriftsteller und Theaterregisseur Sam Besekow (1911–2001) verheiratet.
Henny Krause starb am 12. Juli 1980 im Alter von 74 Jahren in Frederiksberg.